# 여고초등학교
여고초등학교는 대한민국 부산광역시 동래구에 있는 공립 초등학교이다.

## 학교 연혁
- 1984년 4월 4일: 여고국민학교 개교(설립인가 1월 30일, 초대 황영규 교장)

## 참고 자료
- 여고초등학교 - 한국교육학술정보원 학교알리미